# USS LST-341
O USS LST-341 foi um navio de guerra norte-americano da classe LST que operou durante a Segunda Guerra Mundial.